# Fredericia
 Denne artikel handler om selve byen Fredericia. Ordet Fredericia bruges ofte også som en kort betegnelse for Fredericia Kommune.
Fredericia (tidligere også  Frederiksodde) ved Lillebælt er en større by i Sydjylland med 41.544 indbyggere  (2024). Den er hovedby i Fredericia Kommune og ligger i Region Syddanmark. Fredericia blev grundlagt som en fæstning. Det kan ses i dag: gaderne ligger vinkelret på hinanden (nord-syd og øst-vest), og Fredericias centrum omkranses af et af Nordeuropas bedst bevarede voldanlæg fra 1600-tallet, der kun kan sammenlignes med Fredrikstad i Norge.
Byen er et af Danmarks vigtigste trafikknudepunkter, hvor jernbaner og motorvejene E45 og E20 mødes. Byens dybvandshavn er Danmarks største målt på godsmængde (2014), og Fredericia station er en af landets største. Taulov banegård har en vigtig funktion for godstransport.
Fredericia ligger centralt i Trekantområdet og har et stærkt erhvervsliv med nogle af Danmarks største virksomheder. Fredericiaområdet lægger hus til hovedkontorer for bl.a. Ørsted, Energinet.dk og Monjasa. Fredericia markerer sig også på fødevareområdet med et stort Carlsberg bryggeri, og Arla driver et af Europas største ostemejerier i Taulov. DLG har sit hovedsæde i byen.
Fæstningen i Fredericia har haft stor betydning i danmarkshistorien. Det mest kendte er udfaldet fra Fredericia i 1849, som var en stor militærsejr for Danmark. Hvert år fejres 6. juli til minde om sejren. Militæret har stadig tilknytning til byen, idet Telegrafregimentet holder til i Fredericia. Fredericias byvåben viser en kronet løve, der holder et sværd i den ene forpote og en palmegren i den anden.

## Historie
Den 15. december 1650 satte kongen sin underskrift på det dokument, der gav byen de første privilegier. I 1651 navngaves den nye fæstningsby Frederiksodde efter kongen, og 22. april 1664 fik den sit nuværende latiniserede navn, Fredericia.

### Oprindelse
Fredericia hører til landets yngre byer. Alene dens plan og dens beliggenhed på et sted, hvor vel ingen by ville være vokset frem af sig selv, viser, at den er opstået ved et magtsprog: Kongen ville , belært af tidligere krige, sikre Nørrejylland ved en fæstning for fjendtligt indfald og knytte forbindelsen mellem halvøen og Fyn. Allerede Christian IV havde tænkt på en sådan befæstning, men længere syd på ved Snoghøj.
Det var Frederik III, der straks ved sin tronbestigelse valgte stedet på Bersodde, som fra den tid kaldtes Frederiksodde (den yderste spids af odden kaldtes Skanseodde). Anlægget af fæstningen og den dertil knyttede by er vel tidligst påbegyndt 1649. Byens ældste privilegier er fra 16. december 1650 og gav nybyggerne betydelige rettigheder frem for andre købstadsbeboere, idet de blandt andet fik fri byggeplads inden for voldene og gratis marklodder, fritagelse for 6. og 10. penge og i 10 år for al skat, told og accise samt i de næste 20 år for halvdelen af told og accise. For at skaffe plads til byen blev det tidligere Ullerup Sogn nedlagt, dets kirke tillige med byerne Ullerup, Hyby og Hannerup nedbrudte og markerne lagte til byen, og beboerne blev tvunget til at flytte inden for voldene (breve af 13. april og 17. april 1662), og deres sognepræst blev den første sognepræst i den nye by. For at styrke befæstningen og helt at spærre bæltet begyndte kongen også at befæste den lige over for beliggende Stribs Odde, som efter dronningen skulle hedde Sophieodde (fæstningen: Amaliaborg), men planen blev dog snart opgivet.

### Renæssancen
Fredericia fæstning er begyndt samtidig med byens anlæg og sikkert omtrent i samme omfang, som den senere fik, men den var dog ikke fuldført, da den allerede i Svenskekrigen kom til at stå sin første prøve; dog var den så stærk, at den svenske konge ikke ville storme den, da han 23. august 1657 ankom foran den, til hvilken rigsmarsken Anders Bille havde trukket sig tilbage med 6.000 mand. Wrangel begyndte at beskyde byen, men først efter at Erik Dahlbergh personlig havde udspejdet, hvor svag fæstningen var, vovede de svenske at storme den 24. oktober, idet Dalberg med rytteriet fra nord trængte langs stranden og indtog den efter en hård kamp med de jyske dragoner; under kampen faldt i det hele omtrent 1.500 danske, mens 3.000, deriblandt den dødeligt sårede Anders Bille, blev tagne til fange; et stort bytte faldt i fjendens hænder, deriblandt meget, som fra omegnen var bragt dertil i tillid til fæstningens styrke. De svenske blev i den delvis afbrændte by, da krigen atter begyndte kort efter freden i Roskilde, men da de ikke var stærke nok til at holde den store befæstning besat, nedbrød de en del af værkerne og indskrænkede sig til den yderste spids af odden, hvor de befæstede sig, indtil de maj 1659 fordreves herfra af de danskes allierede: brandenborgerne og polakkerne. Den 29. juni blev den indtaget af de danske. Byen havde lidt forfærdeligt, og man kunne så at sige begynde forfra igen.

### Under enevælden
Fæstningsværkerne blevet udbedrede og nogenlunde fuldendte, blandt andet ved anlæg af kastellet på pynten i året 1664, da byen ved kongelig befaling fik sit nuværende navn. Men byen lå der med sin store ramme, anlagt, som den var, til at blive en storstad, ja måske har kongen endog drømt om, at den skulle være den nye hovedstad og kongeresidens, nu da stedet efter tabet af de skånske provinser så at sige var kommet til at ligge i rigets midte. Men staten var forarmet og kunne kun gøre lidt for byen, om end regeringen søgte at hjælpe den ved store begunstigelser på papiret. Frederik III gav den nye privilegier 9. november 1661 og gjorde den til stabelstad, men hvad kunne det hjælpe, den havde ingen havn og fik ingen før i det 19. århundrede. Og heller ikke de store begunstigelser, der indrømmedes den for at skaffe den tilgang af folk, nyttede meget. I 1672 havde den 1.591 indbyggere. Den 11. marts 1682 fik den fri religionsøvelse for alle sekter, hvilket dog langtfra bragte den den tilgang, man havde ventet, ja endog jus asyli, det vil sige at alle fallenter og alle udenlandske mordere kunne søge tilflugt her for 10 år, når de betalte 1 rigsdaler årlig til magistraten; navnlig den sidste bestemmelse, som først hævedes 1821, bidrog vel ikke til at bringe den i godt ry. Kort sagt, byen ville ikke tage til, lige som fæstningen ingensinde fik den betydning, der var tiltænkt den. Først i Den Store Nordiske Krig blev den sat i nogenlunde god forsvarsstand i årene 1709-10, da 5.000 mand og en del bønder fra Koldinghus Amt arbejdede på den, men efter krigen forfaldt den mere og mere. Til dens vedligeholdelse benyttedes kun straffefangerne i det derværende Stokhus, og da det nedlagdes i det 18. århundrede, blev der slet ikke gjort noget.
Bestemmelserne om religionsfrihed tiltrak jøder og senere franske huguenotter og en del mennonitter. Huguenotterne, som her blev kaldt reformerte, var specialister i dyrkning af tobak, og i det hele taget var landbrug det vigtigste erhverv i Fredericia langt op i 1800-årene. De fleste huse og bygninger lå omkring den nuværende Danmarksgade og Gothersgade, hvorimod arealerne øst for Købmagergade og syd for Sjællandsgade langt op i 1800-årene stort set lå ubebyggede hen og blev anvendt til landbrugsmæssige formål.
Bestræbelserne fra Frederik IVs side på at ophjælpe byen løb også til dels ud i sandet, når undtages, at han 1719 indkaldte en del reformerte. Ved en plan af 1728 blev der afsat et helt net af kanaler, der skulle tjene som havn og strække sig langt op i byen, ja der var endog afsat plads til et slot, men hverken det ene eller det andet kom til udførelse. Efter midten af det 18. århundrede skildres både byens og fæstningens tilstand så bedrøvelig som vel muligt: byen er fattig, de høje skatter er langtfra tilstrækkelige til at opholde byen, især garnisonen og den store embedsstand, handel og håndværk ligge nede: "her er af alle Stænder, dog langt flere af Tære- end af Nærestanden". Om fæstningen siges, "at den ej kan tjene til andet end til Retirade paa nogle faa Dage, i Fald en hel Armée skulde blive afslagen i aaben Mark", "det er dog vist, at saa stor en Fæstning behøvede en Besætning paa 15,000 Mand, om den skulde kunne forsvare sig", og at "en Fjende, i Fald han faldt ind i Landet, vilde skønne mere paa Fr. Fæstning end vi selv; thi naar den var indtagen, var hele Jylland, det Slesvigske og Fyn snart indtagen med". 1769 havde byen 2.528 indbyggere, med garnisonen.

### Krigen 1848-1850
Først i den slesvigske krig skulle by og fæstning drage hele landets opmærksomhed på sig. Ved krigens udbrud i 1848 var fæstningen i en så dårlig forfatning, at man slet ikke tænkte på at forsvare den, og fjenden besatte den uden modstand i begyndelsen af maj. I de følgende dage beskødes kastellet og fæstningen af de danske, hvorved blandt andet tøjhuset led skade, og da fjenden kort efter ved Ruslands trusler blev tvungen til at rømme Nørrejylland, blev Fredericia atter besat af de danske. Under våbenstilstanden blev imidlertid den forfaldne fæstning istandsat. Arbejderne begyndte i februar 1849, og oberst Lunding blev dens kommandant. Den 14. april blev fæstningen erklæret i belejringstilstand, og efter træfningen ved den Gudsø 7. maj trak general Bülow sig med hovedhæren tilbage til Fredericia og derfra over til Fyn, og fæstningen indesluttedes af slesvig-holstenerne under general Bonin, der bombarderede den 16. til 19. maj, uden dog at tilføje den stor skade, og også søgte at beskyde den skibsbro, der var bygget på østfronten, og hvorved de danske havde forbindelse med Fyn, idet besætningen, der bestod af 5 bataljoner, på bestemte tider afløstes fra hovedkvarteret i Fyn. Fjendens plan om at ødelægge broen blev dog forpurret ved et energisk udfald, som Lunding foretog den 30. juni, og endelig fandt Bülow det belejlige øjeblik at være kommet til at foretage et hovedangreb på fjenden. Til Schleppegrells og Moltkes brigader, som stod på Fyn, sluttede sig en del af de Mezas fra Als og Olaf Ryes fra Nørrejylland, og i de første dage af juli overskibedes samtlige tropper til Fredericia (de sidste ankom om aftenen 5. juli), nemlig 3., 4., 5. og 6. brigade, i alt 19.000 mand og 48 kanoner, foruden 4.000 mand besættelsestropper. Fredag morgen kl. 1 den 6. juli begyndte slaget, idet avantgarden under de Meza rykkede ud af Kongens Port og en udfaldsport tæt vest for den, efterfulgt af Schleppegrells brigade, mens højre fløj under Rye og Moltke rykkede ud ligeledes af Kongens Port, men gik langs stranden. Bülow ledede hele slaget som overgeneral. Efter nogle timers heftig kamp, under hvilken avantgardens stilling i begyndelsen var meget kritisk, var fjenderne fordrevne fra alle deres skanser, og kl. 3 1/2 gav Bonin, der forgæves havde forsøgt et modangreb, ordre til tilbagetog. Kampen fortsattes dog endnu nogle timer med forfølgelse af fjenden. De danske havde foruden en del skyts og ammunition taget omtrent 1.600 fanger, men sejren var også dyrekøbt: 33 officerer, deriblandt Rye, og 479 mand var faldne, og 42 officerer og 1.302 mand sårede, et tab, der var ikke så lidt større end fjendernes.
Efter krigen var der ofte tale om at istandsætte fæstningen, men først fra 1861 gjordes der dog noget, navnlig begyndtes på anlægget af en såkaldt befæstet lejr mod nord, men arbejderne var uden videre betydning, og da Fredericia beordredes i forsvarsstand 23. december 1863, atter under N. C. Lunding som kommandant, var dens tilstand meget dårlig. Den 8. marts blev den indesluttet af preusserne, hvortil nogle dage senere østrigerne sluttede sig. De bombarderede byen den 19.-21. marts, hvorved en del dræbtes og såredes, mens 35 huse nedbrændte og 93 beskadigedes. Efter krigsministeriets befaling af 25. april blev fæstningen rømmet, hvor efter den 29. april besattes af østrigerne. Siden den tid må Fredericia som fæstning anses for nedlagt, om end den endnu bestod af navn.
Der sluttedes våbenhvile i juli, og efter at fredsforhandlingerne var overstået i oktober 1864, lå grænsen til Tyskland nu umiddelbart syd for Kolding, blot 50 km fra Fredericia.

### Den tidlige industrialisering
Selvom fæstningen Fredericia efterhånden mistede sin forsvarsmæssige betydning, blev den først officielt nedlagt i 1909 som led i en ny forsvarslov. Dette betød bl.a. også, at man nu kunne bygge udenfor voldene, hvilket byen trængte stærkt til. Der var efterhånden blevet trangt i Fredericia. Især området nord for voldene op mod den nuværende Indre Ringvej blev hurtigt opbygget, ligesom havnen blev kraftigt udvidet. Store industrivirksomheder som en svovlsyre- og superfosfatfabrik samt losseanlæg for olieselskaber blev anlagt på havnen, hvilket i årenes løb gav byen det uheldige prædikat at være Danmarks mest forurenede by.
Jernbanen var kommet til byen i 1866 med åbningen af Fredericia-Vamdrup banen, og to år senere kom jernbaneforbindelsen til Aarhus. Den første banegård i byen var en såkaldt rebroussementsstation, altså hvor togene ikke kørte igennem, men ind og ud fra samme side. Den eksisterer i øvrigt stadig i dag indrettet med lejligheder på Oldenborggade 1. Fra stationen var der kort vej at spadsere til DSB's færger med overfart til Strib, hvorfra man kunne fortsætte i tog hen over Fyn.
Fredericias befolkning var voksende frem til 1. verdenskrig: byen havde 4.141 indbyggere i 1834, 4.433 i 1840, 4.615 i 1845, 4.326 i 1850, 5.579 i 1855, 6.261 i 1860, 7.186 i 1870, 8.275 i 1880, 10.042 i 1890, 12.714 i 1901, 1.451 i 1906, 14228 i 1911 og 15.206 indbyggere i 1916 (heraf 377 under ikke-bymæssige forhold). Efter indbyggertal var den da 12. største by i kongeriget.

### Mellemkrigstiden
Gennem mellemkrigstiden var Fredericias indbyggertal voksende: i 1916 15.206, i 1921 17.240, i 1925 18.454, i 1930 19.389, i 1935 21.463, i 1940 21.871 indbyggere.
Ved folketællingen i 1930 havde Fredericia 19.389 indbyggere, heraf ernærede 1.254 sig ved immateriel virksomhed, 8.210 ved håndværk og industri, 2.076 ved handel mm, 3.891 ved samfærdsel, 717 ved landbrug, skovbrug og fiskeri, 1.356 ved husgerning, 1.702 var ude af erhverv og 183 havde ikke oplyst indkomstkilde.
Som følge af voksende togtrafik og ikke mindst godstrafik, besluttede staten at bygge Lillebæltsbroen, der åbnede i 1935 sammen med nye sporarealer og en ny banegård i Jernbanegade.

### Besættelsen
Fredericia blev såvel som resten af landet indtaget af de tyske besættelsestropper den 9. april 1940. Der fandt få skudvekslinger sted, inden regeringen offentliggjorde landets overgivelse. Indtil november 1942 var der stadig nogle få danske soldater tilbage i Fredericia.

### Efterkrigstiden
Efter 2. verdenskrig fortsatte Fredericias befolkningsvækst. I 1945 boede der 22.963 i købstaden, i 1950 25.981, i 1955 27.910 , i 1960 29.870 og i 1965 31.955 indbyggere. Efterhånden udviklede der sig en forstadsbebyggelser Sanddal og Erritsø by i Erritsø Kommune.
| År                       | 1945   | 1950   | 1955   | 1960   | 1965   |
| ------------------------ | ------ | ------ | ------ | ------ | ------ |
| Fredericia købstad       | 22.963 | 25.981 | 27.910 | 29.870 | 31.955 |
| Sanddal og Erritsø       | -      | -      | -      | -      | 1.409  |
| Fredericia med forstæder | 22.963 | 25.981 | 27.910 | 29.870 | 33.364 |

Byen kom hurtigt over besættelsen, og der var fremgang på alle områder. Det store antal offentligt ansatte inden for DSB, postvæsenet og hæren satte sit præg på byen, som menes at have været uden lokal dialekt af netop denne årsag, da mange var tilflyttere. Byen voksede både mod nord og vest og voksede efterhånden sammen med Erritsø og Snoghøj, der også blev lagt sammen med købstaden ved kommunalreformen i 1970.
Shell åbnede et stort raffinaderi nord for byen i midten af 1960'erne, og i 1984 indviedes den nye rørledning, der fører råolie fra oliefelterne i Nordsøen ind til raffinaderiet. Byrådet blev desuden i 1980'erne mere fokuseret på problematikken med forurening, og der blev sat mange nye tiltag i gang. I 1996 blev byen anerkendt bredt for sin markante indsats på miljøområdet.[kilde mangler]
I 2004 lukkede Kemira (tidligere Superfos) sin produktion på havnen, hvilket også betød en lukning af ammoniakhavnen nær ved Den Nye Lillebæltsbro. I de følgende år blev de store bygninger nedbrud. For at det kunne lade sig gøre at udnytte grunden til bl.a. erhverv, boliger og kulturelle formål blev Fredericia Skibsværft af et enigt byråd i 2008 opsagt fra sit lejemål på havnen, og værftet flyttede i begyndelsen af 2011 sine aktiviteter til Lindøværftet på Fyn. Sagen om flytning af værftet og dets arbejdspladser skabte stor debat i Fredericia, og ved kommunalvalget i 2009 faldt den tidligere socialdemokratiske højborg, hvorefter byen fik en ny, ung borgmester fra Venstre. Ved kommunalvalget i 2013 gik borgmesterposten tilbage til socialdemokraterne.

### Fredericia i dag
Det tidligere industriområde på havnen indgår i dag i et stort byudviklingsprojekt ved navn FredericiaC, der markedsføres som "Kanalbyen ved Lillebælt". Den første kanal er ved at blive etableret og åbner i sommeren 2015, og de første bolig- og erhvervsbyggerier i området er besluttede.
A.P. Møller og Hustru Chastine Mc-Kinney Møllers Fond til almene Formaal donerede i 2013 50 mio. kr. til renovering af bevaringsværdige bygningsfacader indenfor voldene. Fondsmidlerne, der administreres af Fredericia Kommune, udbetales over en årrække og forventes at komme over 500 bygninger til gavn i bymidten. I forbindelse med administrering af fondsmidlerne blev de bevaringsværdige bygninger i Fredericia revurderet, hvilket resulterede i at 43% af ejendommene i midtbyen nu er klassificeret som bevaringsværdige. Tidligere gjaldt det kun 27% af ejendommene.
Fredericia har en af Danmarks mest bynære strande i Østerstrand. Stranden har omklædningsfaciliteter og café og har i en årrække haft det blå flag.

### Fredericias kommandanter
- 1657: Henrik Linderoth
- 1659: Mogens Krag
- 1664-1672: Hans Valentin Schultz
- 1672-1676: Maximillian Rosenkrantz
- (1673-1676): Peter Asmus Vogt (fungerende)
- 1676-1678: Ulrik Dewitz
- 1678: Johan Kantzler
- 1678-1679: Hans Vilhelm Auerwald
- 1679-1684: Johan Wilhelm Clauberg
- 1684-1689: Anton Günther von Ellbrecht
- 1689-1702: Christian Wilcken
- 1702-1708: Christian von Würcker
- 1708-1729: Christian Liebmann Leegel
- 1710 og 1713: Palle Krag, overkommandant
- 1729-1731: Mogens Ernst Prehn
- 1731-1732: Friederich Eberhertz
- 1732-1741: Christian Friedrich von Staffeldt
- 1741-1743: Gustav Vilhelm Geistler
- 1743-1744: Georg Christoffer Stürup
- 1744-1752: Hans Bartram Rantzow
- 1752-1756: Julius Johann von Vieregg
- 1756: Carl Gottlieb von Reitzenstein
- 1756-1765: Heinrich Sigismund Castonier
- 1765-1772: Embedet nedlagt
- 1772-1774: Conrad Ahlefeldt
- 1774-1780: Christopher Frederik Ingenhaeff
- 1780-1783: Bernhard Knud Christoffer von der Lippe
- 1783-1786: Vakant
- 1786-1789: Maximilian Wilhelm von Haxthausen
- 1789-1807: Prins Christian August af Augustenborg og i dennes fravær: Johann von Neckelmann
- 1807-1809: Christoph Marquard von Lützow
- 1809-1819: Johann Theodor Wegener
- 1819-1838: Frederik Castonier
- 1838-1842: Prins Frederik Carl Christian til Danmark
- 1842-1849: Carl Ferdinand Krag
- 1849: Niels Christian Lunding
- 1849-1850: Johan Vahl
- 1851: Jobst Conrad Hirsch Lemmich
- 1852-1859: Philip Ræder
- 1859-1863: Frederik Christian Ernst
- 1863-1864: Niels Christian Lunding (igen)
- 1864-1867: Julius Nielsen
- 1867-1879: Lorentz August Bie
- 1879-1883: Georg Theodor Bramhelft
- 1883-1889: Frederik Frantz Georg Fogh
- 1889-1892: Anton Moltke
- 1892-1897: Johan Georg Frederik Colding
- 1897-1902: Carl Henrik Claus Baggesen
- 1902-1908: Axel Liljefalk
- 1908-1913: Laurits Peter Lund-Larsen

#### Kommandanter ad interim / pladskommandanter 1807-1814
1. Jacob Carl Kaalund
2. Frederik Castonier
3. Christian Wilhelm Broches
4. Ketil Johnson Ketilson Melstedt
5. Hans Friederich Ludvig Sames
6. Hans Rudolph greve Trampe
7. Casper Leopold Rieck[16]

## Klima
I Fredericia er klimaet tempereret. Vintrene er generelt milde med en gennemsnitstemperatur på 1,5 °C i januar. Somrene er halvlune med en gennemsnitstemperatur omkring 17 °C i både juli og august. Somme tider kan der forekomme kolde, kontinentalt prægede vintre og ligeledes hede somre. Vejret skifter ofte karakter over få dag. Dette skyldes byens beliggenhed nær Atlanterhavet, med rig mulighed for frontpassager. I ekstreme tilfælde kan der registreres 30 °C i sommermånederne og under -10 °C i vintermånederne. Vintermånederne kan byde på sne og endda dagsfrost i perioder, men ikke alle vintre er præget af dette.

## Transport og infrastruktur
Fredericia Station er et stop på togruter mellem flere byer i Jylland og videre til Fyn og Sjælland og København. Dette tæller både InterCityLyn, InterCity og regionaltog. Størstedelen af områdets busser tager udgangspunkt i busterminalen ved stationen.
Både den gamle Lillebæltsbro fra 1935 og den nye fra 1970 går fra Fyn til Fredericia. Den gamle er i dag jernbanebro, mens den nye har en motorvej.
Vestre Ringvej er en del af Primærrute 28, der går fra bydelen Snoghøj helt op til Lemvig. Indre Ringvej går rundt om den centrale del af byen uden for voldene. Volden, der omkranser hele midtbyen, har flere adgangsveje igennem de gamle porte; Danmarks Port, Prinsens Port, Nørre Port og Kongens Port

### Hospitalsvæsen
Garnisonssygehuset i Fredericia var militærsygehus mellem 1891 og 1936. Fredericia Sygehus, der i sin storhedstid havde 1490 sengepladser og omkring 600 ansatte, lukkede i november 2016, hvorefter Fredericia kommune købte ejendommen. Her er idag et sundhedshus med alment praktiserende læger, speciallæger og andre sundheds relaterede aktiviteter.

## Erhverv
Byen rummer adskillige store produktionsvirksomheder.
Olieraffinaderiet i Fredericia er et stort anlæg, der producerer brændstof fra råolie. Frem til 2016 var det ejet af Dansk Shell, der solgte det til Olieselskab ApS. I 2021 skiftede det navn til Crossbridge. Monjasa er et danske bunker- og olieselskab, der blev grundlagt i byen i 2002.
Fredericia Bryggeri er under Carlsberg Danmark og producerer øl. Metalvarefabrikanten Voss lå i byen frem til 2007 og er i dag en del af den svenske koncern Electrolux, hvis danske hovedsæde ligger i Fredericia.
Det samme gør it-selskabet Bankdata, som beskæftiger omkring 650 ansatte i Danmark. Danish Pilot Service, der var det første private lods, holder til i Fredericia Havn, som derudover rummer mange andre små og mellemstore virksomheder. Byen får i stigende grad besøg af krydstogter.
Fredericia Dagblad, som er ejet af Jyske Medier, er en lokalavis, der er udkommet siden 1881. Radio Mælkebøtten er en lokalradio, der også laver landsdækkende produktioner.
Fuglsangcentret blev opført i 1989 og er et kursus- og konferencecenter.
Vestcenter var et indkøbscenter fra 1971 til dets lukning og nedrivning i 2014, der dækkede omkring 8.500 m2.
J.P. Schmidt jun., som i mange år var blandt landets ældste cigar- og tobaksfabrikanter eksisterede fra 1776 til 1982.
Fra 1860 til 1987 lå sølvvarefabrikanten Carl M. Cohr i byen og gav job til mange lokale. Firmaet Kløver Mælk havde ligeledes hovedsæde i Fredericia til det blev fusioneret med MD Foods i 1999 (i dag Arla Foods).

## Uddannelse

### Ungdomsuddannelser
- Fredericia Gymnasium har omkring 1.000 elever og tilbyder både gymnasium og HF. Det blev grundlagt i 1656, da Frederik 3. via kongebrev gav tilladelse til at oprette en latinskole.
- Handelsgymnasiet IBC Fredericia Middelfart
- Det Danske Musicalakademi er Danmarks eneste professionelle uddannelse for musicalperformere.

### Folkeskoler
Byen har adskillige folkeskoler, heriblandt Alléskolen, Købmagergades Skole(som er nedlagt, er seniorboliger nu), den katolske Sct. Knuds Skole og Skansevejens Skole.

## Kultur
Byen rummer en lang række tidligere militære bygninger, som i dag tjener andre formål. Krudttårnet er byens ældste og stammer fra 1675. Det er tegnet af Gottfried Hoffmann og er fredet. Tøjhuset er kulturhus i byen med koncertsal og udstillinger.
Fredericia Teater er landets eneste teater, der siden 2011 udelukkende har opført musical. I 2015 opførte teatret Shu-bi-dua - The Musical, der blev en stor succes med gode anmeldelser og over 80.000 solgte billetter. I 2017 opsætter man en nyskrevet musical om Tommy og Rasmus Seebach under navnet Seebach. Der blev afholdt auditions i februar. Allerede i 1849 havde forestillingen Esaura urpræmiere på teatret.
Panorama Biograferne, Fredericia er byens biograf.
Den første Dinos Legeland i Danmark åbnede i 2010 i Fredericia. I 2014 åbnede den anden i Ishøj. Fredericia Lokalhistorisk Arkiv blev etableret i 1973 og er arkiv for byen og lokalområdet. Den Historiske Miniby er en model af Fredericia i år 1849. Minibyen blev etableret i 1983. Den ligger i det store grønne område Madsbyparken, som dækker omkring 80 ha.
I februar 2017 fik byen sin første michelinrestaurant, da Ti Trin Ned modtog én stjerne i Michelinguiden. Restauranten åbnede i 2001.
Fredericia Messecenter er landets tredjestørste og bruges til forskellige typer messer og konferencer. Det blev indviet i 1976.
I byen findes foreningen De Danske Forsvarsbrødre for Fredericia og Omegn.
Fredericia fik i 2001 efter Københavnsk forbillede et Ungdomshus med værksteder, øvelokaler, et spillested, en udendørsscene, skaterramper, en graffitivæg og andre kulturelle tilbud til unge i alderen 15-25 år. Huset er ledet af faste ansatte og styres af "husmøder", hvor unge fra de forskelle interessegrupper fastlægger præmisserne.

### Grønne områder, pladser og skulpturer
Fredericia Vold er Nordeuropas bedst bevarede voldanlæg. Volden går omkring hele midtbyen og er et grønt område. På selve volden findes DSB Mindelund, der er et mindesmærke for de DSB-ansatte som omkom under besættelsen.
Axeltorv i midtbyen er en central plads , der blev anlagt i 1895. I 2008 blev den renoveret kraftigt med bl.a. ny belægning.
I næsten hundrede år fandtes Carolinelund, der var en park i byen, indtil Superfos erhvervede områderne i 1912 og bebyggede dem. Lige uden for Danmarksporten findes Frederik III's Plads, med en statue af Frederik 3. En af byens nok mest berømte statuer er Bissens Landsoldaten fra 1849, der blev rejst til minde om soldater i 1. Slesvigske krig (1848-1850).
Ved Snoghøj findes Argentinerparken, der dækker omkring 2 ha.

### Sport
Fredericia har flere sportsklubber som FC Fredericia på Fredericia Ny Stadion, Erritsø GIF Rugby, Erritsø Gymnastik- og Idrætsforening, Fredericia forenede Fodboldklubber og håndboldklubben Fredericia HK 1990, der spiller i Fredericia Idrætscenter. Divisionsforeningen Håndbold har også hjemme i Fredericia. I en kort periode eksisterede cykelholdet Team High End Sport (2008-2009).

### Venskabsbyer
- Kokkola/Karleby (siden 1948)
- Kristiansund (siden 1948)
- Härnösand (siden 1948)
- Jakobshavn (siden 1962)
- Herford (siden 1987)
- Siauliai (siden 1993)